# Johan Herman Schützercrantz
Johan Herman Schützercrantz, född 4 februari 1762 i Stockholm, död 21 mars 1821 i samma stad, var en svensk sjömilitär. 
I likhet med många andra svenska sjöofficerare i slutet av 1700-talet deltog Schützercrantz som frivillig i franska flottan under amerikanska frihetskriget 1775-83. Hemkommen till Sverige tjänstgjorde han med utmärkelse som fartygschef i Skärgårdsflottan i Gustav III:s ryska krig 1788-90, och deltog i flera stora sjöslag, däribland vid Svensksund. Efter krigsslutet ägnade han sig åt administrativa uppgifter. Åren kring sekelskiftet 1800 var Schützercrantz verksam som ledamot i en kommitté med ansvar för Skärgårdsflottans ärenden. 1805 befordrades han till överstelöjtnant och i mars 1807 blev han tygmästare vid Stockholmseskadern. 1808 blev Schützercrantz överste och 1814 konteramiral. 1821 avled han 58 år gammal i Stockholm.

## Befordringar
Johan Herman Schützercrantz inledde sin militära bana den 3 februari 1768 som arklimästare vid amiralitetet. Den 28 mars 1774 befordrades han till konstapel, och den 19 februari 1777 utnämndes han till fänrik vid Skärgårdsflottan.
År 1783 avancerade han till löjtnant, och den 8 maj 1789 befordrades han vidare till kapten. Kort därefter, den 22 augusti 1790, utnämndes han till major i armén. Karriären fortsatte med befordran till överstelöjtnant den 25 mars 1805 och vidare till överste den 8 december 1808. Slutligen nådde han graden konteramiral den 9 september 1814.